# Cato Holtet
Cato Holtet (Eidsvoll, 3 marzo 1963) è un ex calciatore norvegese, di ruolo attaccante.

## Carriera

### Club
Holtet giocò per l'Eidsvold Turn, collezionando 68 presenze e 45 reti dal 1980 al 1982. Si trasferì poi al Lillestrøm, dove rimase per una sola stagione. Nel 1984 passò all'Eidsvold, prima di accordarsi con il Kongsvinger. Debuttò in squadra il 1º maggio 1985, realizzando una doppietta nel pareggio per 2-2 sul campo del Moss. Vi rimase fino al 1990.